# Ніколас Бідло
Ніколас Бідло (нід. Nicolaas Bidloo, рос. Бидлоо Николай, нар. 1673/4—пом. 23 березня 1735) — голландський хірург і анатом, придворний лікар Петра I.
Народився в Амстердамі. Закінчив Лейденський університет, де захистив дисертацію на ступінь доктора медицини (1697). У 1703 році приїхав у Росію, де його призначили лейб-медиком. За його проектом засновано Московський госпіталь з госпітальною школою для підготовки військових лікарів (1707). Будучи головним доктором та інспектором, керував госпіталем і школою. Викладав анатомію, хірургію та повивальну справу. Відкрив анатомічний театр, проводив розтини трупів. Підготував 3 навчальні посібники: «Медико-практичний збірник», «Дзеркало анатомії» та «Інструкція для вивчення хірургії в анатомічному театрі».